# Mairtown

Mairtown est une banlieue de Whangārei, dans la région du Northland, située dans l’Île du Nord de la Nouvelle-Zélande. 

## Situation
Elle est localisée à environ deux kilomètres au nord du centre de la ville.
Mair Park (en) s’étend entre le bourg de Mairtown et le fleuve Hatea.

## Toponymie
La zone a été nommée d’après le patronyme des premiers colons, Gilbert Mair (en) et son fils Robert.
Robert donna les terres à la ville en 1914, qui constituent maintenant « Mair Park ».
Tawatawhiti / Mair's Landing, sur les berges du fleuve Hatea, est un des éléments de la liste du patrimoine de la Nouvelle-Zélande.

## Démographie
Mairtown avait une population de 2 475 habitants lors du recensement de 2018, en augmentation de 210 personnes (9,3 %) depuis celui de 2013, et en augmentation de 270 personnes (12,2 %) depuis celui de 2006. 
Il y avait 1 083 foyers avec 1 101 hommes et 1 377 femmes, donnant ainsi un sex-ratio de 0,8 homme pour une femme. 
Parmi l’ensemble de la population, 399 personnes (16,1 %) étaient âgées de plus de 15 ans, 402 personnes  (16,2 %) avaient entre 15 et 29 ans, 948 personnes (38,3 %) avaient entre 30 et 64 ans, et 723 personnes (29,2 %) étaient âgées de 65 ans ou plus. 
Le tableau peut ne pas correspondre au total du fait des valeurs arrondies.
L’ethnicité est marquée par la présence de 77,3 % d’européens/Pakeha, 27,2 % de Maoris, 3,6 % de personnes originaires du Pacifique, 6,7 % d’origine asiatique, et 1,7 % d’autres ethnies. Le total peut faire plus de 100 % dans la mesure où des personnes peuvent s’identifier sur plus d’une ethnie.
Le pourcentage de personnes nées outre-mer était de 19,4 %, comparé aux 27,1 % au niveau national.
Bien que certaines personnes rechignent à donner leur religion, 43,9 % disent ne pas avoir de religion, 40,2 % sont chrétiens, et 6,3 % ont une autre religion.
Parmi les plus de 15 ans d’âge, 360 personnes (17,3 %) sont bacheliers ou ont un degré supérieur mais 507 personnes (24,4 %) n’ont aucune qualification formelle. 
Le revenu médian était de 25 200 $. 
Le statut d’emploi de ceux de plus de 15 ans était pour 819 personnes (soit 39,5 %) à plein temps, 255 personnes (soit 12,3%) était à mi-temps et 81 personnes (soit 3,9 %) était sans emploi.